# Haplidia attenuata
Haplidia attenuata är en skalbaggsart som beskrevs av Reiche 1862. Haplidia attenuata ingår i släktet Haplidia och familjen Melolonthidae. Inga underarter finns listade i Catalogue of Life.